# 책읽는 사람들
책읽는 사람들은 KBS 1라디오에서 방송했던 라디오 독서 프로그램이다.

## 역사
2007년 4월 16일 《보이는 라디오 책읽는 사람들》로 방송을 시작해, 2009년 4월 27일부터 "책읽는 사람들"로 제목을 변경하여 방송했으나, 2010년 4월 18일 방송을 마지막으로 폐지되었다.

## 역대 방송시간
| 방송 채널   | 방송 기간                          | 방송 시간                                                                                   | 제목                        |
| ----------- | ---------------------------------- | ------------------------------------------------------------------------------------------- | --------------------------- |
| KBS 1라디오 | 2007년 4월 16일 ~ 2008년 11월 14일 | 평일 오전 10:50 ~ 오전 10:58                                                                | 보이는 라디오 책읽는 사람들 |
| KBS 1라디오 | 2008년 11월 17일 ~ 2009년 4월 24일 | 평일 오전 10:40 ~ 오전 10:55 (생방송), 평일 오후 5:40 ~ 오후 5:55 (재방송)                  | 보이는 라디오 책읽는 사람들 |
| KBS 1라디오 | 2009년 4월 27일 ~ 2009년 10월 25일 | 평일 오후 5:40 ~ 오후 5:55 (생방송), 매주 월요일 새벽 3:45 ~ 새벽 4:00 (일요일 한정 재방송) | 책읽는 사람들               |
| KBS 1라디오 | 2009년 10월 26일 ~ 2010년 4월 18일 | 평일 오후 5:45 ~ 오후 5:58 (생방송), 매주 월요일 새벽 3:45 ~ 새벽 3:57 (일요일 한정 재방송) | 책읽는 사람들               |

## 역대 진행자

### 보이는 라디오 책읽는 사람들
- 2007년 4월 16일 ~ 2008년 2월 29일 : 신윤주 아나운서
- 2008년 3월 3일 ~ 2008년 4월 18일 : 진행자 미상 (임시진행)
- 2008년 4월 21일 ~ 2009년 4월 24일 : 백승주 아나운서

### 책읽는 사람들
- 2009년 4월 27일 ~ 2010년 4월 18일 : 백승주 아나운서